# Persecution
Persecution (també estrenada com a Sheba, The Terror of Sheba i The Graveyard) és una pel·lícula britànica de terror psicològic de 1974 dirigida per Don Chaffey, produïda per Kevin Francis i protagonitzada per Lana Turner, Ralph Bates, Olga Georges-Picot, Trevor Howard i Suzan Farmer. La pel·lícula es va estrenar als Estats Units com a Sheba i The Terror of Sheba i posteriorment es va retitular The Graveyard per a l'estrena de VHS als anys vuitanta.
Els slogans promocionals de la pel·lícula són:
- Avís: aquesta pel·lícula NO és per als curiosos
- L'horror d'una ment retorçada!
- Ara és el torn del David d'aconseguir-se... i té un tracte molt especial per a la seva mare.

## Resum de la trama
Carrie Masters (Lana Turner) és una dona coixa, rica i amargada que es complau a turmentar el seu fill petit David (Mark Weavers). Ella el culpa per la seva cama paralitzada i, d'una manera estranya i horrorosa, s'exigeix la seva venjança dominant-lo.
Anys més tard, un David de 24 anys (Ralph Bates) torna a casa amb la seva dona Janie (Suzan Farmer) i el seu fill nounat, però encara està subjecte a la influència maligna de la seva mare. Quan es veu involucrada en dues morts aterridores, la ment de David es trenca; tot i que ja està mentalment retorçat pel tractament de la Carrie, en David es torna completament boig i jura venjar-se de la seva mare pels seus anys d'odi i ressentiment.

## Repartiment
- Lana Turner com a Carrie Masters
- Ralph Bates com a David Masters
- Trevor Howard com a Paul Bellamy
- Olga Georges-Picot com a Monique Kalfon
- Suzan Farmer com a Janie Masters
- Mark Weavers com el jove David
- Patrick Allen com a Robert Masters
- Jennifer Guy com a cambrera
- Shelagh Fraser com a Sra. Banks
- Ronald Howard com el Dr. Ross
- John Ryan com a jardiner
- Catherine Brandon com a Sra. Diaca

## Producció
Persecution es va rodar al Regne Unit des de finals d'octubre fins al novembre de 1973 als Pinewood Studios a Londres i es van rodar escenes exteriors de la Masters House a Denham Place a Buckinghamshire.

## Recepció
Persecution va ser un fracàs comercial i crític i fou àmpliament denostada per la crítica. A la seva ressenya de la pel·lícula, Variety va escriure: "El melodrama passat de moda està ple d'escrits i, de vegades, ridículament trillats. A més, molt domèstic en el departament de terror de xoc. En aquestes circumstàncies, l'actuació de Turner té un equilibri raonable. No hi ha gaire animació a Ralph Bates com l'edició per adults del fill turmentat".
Richard Schleib a The Science Fiction, Horror and Fantasy Movie Review va escriure: "Turner ho fa i ella i Ralph Bates es diverteixen jugant l'un amb l'altre. El ritme de Don Chaffey és lent, malgrat de tant en tant una fotografia inventiva i una poc convencional edició. La història és confusa: al final, mai no s'està segur de qui va ser el veritable pare de David. La premissa descarada no és gaire interessant i el guió té una psicologia poc convincent i histriònica. L'única robadora és la seductora Olga Georges-Picot."
La mateixa Lana Turner va descartar la pel·lícula com una "bomba" i la va qualificar com una de les seves pitjors actuacions durant una entrevista el 1975. Tanmateix, fou guardonada amb el Medalla de Plata a la millor actriu al VIII Festival Internacional de Cinema Fantàstic i de Terror.